# Husums IF
Husums IF är en idrottsförening från Husum i Ångermanland. Föreningen bildades 21 februari 1917 på folkskolan i Husum och den första skidtävlingen hölls samma år. Efterhand startade man även upp verksamhet inom fotboll (1919), friidrott (1925), orientering (1933), brottning (1936), ishockey (1946), bordtennis (1948), tyngdlyftning (1960) och tennis (1963).
Föreningen hade tidigt stora framgångar på skidor. 1928 representerade Gustaf "Husum" Jonsson Sverige vid OS i St Moritz där han tog hem en silvermedalj på 50 km. 1930 kom han tvåa i Vasaloppet och 1937 vann föreningens lag SM-guld i herrarnas 50 km-lopp.
Ishockey tog fart i och med att en hockeyplan med belysning stod klar 1948. I februari 1949 var det premiär. Den första konstfrusna planen stod klar 1976, den ersattes 1988 med en ishall. Till säsongen 1988/1989 avancerade man till division 1 för första gången och blev kvar där till 1997 då man gick i konkurs. Året därpå bildades istället Husum HK för att hålla hockeytraditionen på orten vid liv.